# Junín (regio)
Junín (Aymara: Junin; Quechua: Hunin) is een regio van Peru, gelegen in het centrale gebergte. De regio heeft een oppervlakte van 44.197 km² en heeft 1.350.783 inwoners (2015). Junín wordt volledig omsloten door andere regio's en grenst in het noorden aan Pasco en Ucayali, in het oosten aan Cuzco, in het zuiden aan Ayacucho en Huancavelica en in het westen aan de regio Lima. De hoofdstad is Huancayo.

## Bestuurlijke indeling
De regio is verdeeld in negen provincies, die weer zijn onderverdeeld in 124 districten. Achter elke provincie wordt de hoofdplaats genoemd.
| Nr. | Provincie   | Inwoners | Oppervlakte | UBIGEO | Districten | Hoofdplaats | Inwoners |
| --- | ----------- | -------- | ----------- | ------ | ---------- | ----------- | -------- |
| 1   | Chanchamayo | 167.385  | 4.725 km²   | 1203   | 6          | La Merced   | 24.629   |
| 2   | Chupaca     | 57.604   | 1.144 km²   | 1209   | 9          | Chupaca     | 9.877    |
| 3   | Concepción  | 59.138   | 3.075 km²   | 1202   | 15         | Concepción  | -        |
| 4   | Huancayo    | 595.183  | 3.561 km²   | 1201   | 28         | Huancayo    | 400.271  |
| 5   | Jauja       | 88.405   | 3.749 km²   | 1204   | 34         | Jauja       | 31.697   |
| 6   | Junín       | 22.757   | 2.487 km²   | 1205   | 4          | Junín       | -        |
| 7   | Satipo      | 239.105  | 19.219 km²  | 1206   | 9          | Satipo      | 35.032   |
| 8   | Tarma       | 91.849   | 2.749 km²   | 1207   | 9          | Tarma       | -        |
| 9   | Yauli       | 40.041   | 3.617 km²   | 1208   | 10         | La Oroya    | 20.000   |

| Detailkaart |
| ----------- |
|             |
| Provincies  |

Amazonas · Áncash · Apurímac · Arequipa · Ayacucho · Cajamarca · Callao · Cuzco · Huancavelica · Huánuco · Ica · Junín · La Libertad · Lambayeque · Lima · Loreto · Madre de Dios · Moquegua · Pasco · Piura · Puno · San Martín · Tacna · Tumbes · Ucayali

Zelfstandige provincie: Lima